# Joanna Nowosielska-Sobel
Joanna Nowosielska-Sobel (ur. 1972 w Gryfowie Śląskim) – polska historyk specjalizująca się w historii najnowszej Polski i powszechnej, historii Śląska i Prus; nauczyciel akademicki związana z Uniwersytetem Wrocławskim.

## Życiorys
Urodziła się w 1972 roku w Gryfowie Śląskim. Dzieciństwo spędziła w rodzinnym Krzewiu Wielkim. W latach 1979–1987 uczęszczała do Szkoły Podstawowej nr 1 w Gryfowie Śląskim, a następnie kontynuowała naukę w Liceum Ekonomicznym w Lubaniu w klasie o profilu: ekonomika i organizacja przedsiębiorstw handlowych, gdzie w 1991 roku zdała pomyślnie egzamin maturalny. Od 1991 do 1996 roku studiowała historię na Wydziale Nauk Historycznych i Pedagogicznych Uniwersytetu Wrocławskiego, gdzie otrzymała tytuł magistra.
Bezpośrednio po ukończeniu studiów została zatrudniona na macierzystej uczelni w Instytucie Historycznym UWr jako asystent, a potem od 2001 roku adiunkt w Zakładzie Historii Najnowszej. W tym samym roku uzyskała stopień naukowy doktora nauk humanistycznych w zakresie historii o specjalności: historia najnowsza, historia powszechna, na podstawie rozprawy nt.: Społeczny odbiór sztuk plastycznych, rzemiosła artystycznego i architektury we Wrocławiu w latach 1900-1932, napisanej pod kierunkiem prof. Wojciecha Wrzesińskiego. W 2012 roku została wybrana na zastępcę dyrektora Instytutu Historycznego UWr do spraw dydaktycznych. Obecnie mieszka we Wrocławiu z mężem Grzegorzem (również historykiem) oraz córką Jagną.

## Dorobek naukowy
Zainteresowania naukowe Joanny Nowosielskiej-Sobel koncentrują się wokół problematyki związanej z historią najnowszą Polski i powszechną, historią Śląska i Prus. Jest autorką licznych artykułów poświęconych Śląskowi postrzeganemu tak z historycznej, a także kulturowej perspektywy, a także redaktorem wydawnictw naukowych odnoszących się do tej problematyki. Do jej najważniejszych publikacji należą:
- Spór o nowoczesność : konfrontacja postaw środowisk twórczych i odbiorców sztuki we Wrocławiu w latach 1900-1932, Wrocław 2005.
- Trudne dziedzictwo : tradycje dawnych i obecnych mieszkańców Dolnego Śląska, Wrocław 2006.
- Dolnoślązacy? : kształtowanie tożsamości mieszkańców Dolnego Śląska po II wojnie światowej, Wrocław 2007.
- Obraz wyborów w prasie XIX i XX wieku na Pomorzu, Śląsku i w Wielkopolsce, Szczecin 2007.
- Wybitni wrocławianie : z niemieckiej i polskiej historii miasta, Wrocław 2007.
- Piastowsko-komunistyczna satysfakcja? : obchody rocznic historycznych i świąt państwowych na Śląsku po II wojnie światowej, Wrocław 2008.
- Śląsk w czasie i przestrzeni, Wrocław 2009.
- Nazwa dokumentem przeszłości regionu, Wrocław 2010.
- Prasa regionalna jako źródło do badań historycznych okresu XIX i XX wieku, Wrocław 2011.